# Lijst van afleveringen van Wingin' It (seizoen 1)
Dit is een lijst van afleveringen van de Canadese televisieserie Wingin' It van seizoen 1.
Een overzicht van de afleveringen in alle seizoenen staat hier.

## Afleveringen
| Seizoen | Aflevering | Titel                                          | Regie        | Script                           | Datum         |
| --- | ---------- | ---------------------------------------------- | ------------ | -------------------------------- | ------------- |
| 1 | 1          | Een Engel als Neef (Basket Case)               | Steve Wright | Frank van Keeken                 | 3 april 2010  |
| Carl krijgt Porter als neef, en Porter schrijft Carl in voor een basketbal-wedstrijd tegen Serge. Het gaat om een uitnodiging voor Brittany's feestje. Porter helpt Carl met de eerste schoten met zijn magie, de laatste gooit Carl zelf. Carl en Porter gaan samen naar het feestje toe. |            |                                                |              |                                  |               |
| 1 | 2          | Science-partners (She Blinded Me With Science) | Ron Murphy   | Ramona Barckert                  | 3 april 2010  |
| Carl wil met Alex een scheikundeproject gaan doen, maar plotseling kiest hij voor Brittany. |            |                                                |              |                                  |               |
| 1 | 3          | Getting Out Of Dodge                           | Ron Murphy   | Roger Fredericks                 | 11 april 2010 |
| Wanneer Serge tegen Carl zegt dat hij hem zal inmaken in het komende trefbal wedstrijd smeekt Carl bij Porter om hulp. Porters betovering helpt Carl om elke bal te ontwijken, indruk te maken op de meisjes (in het bijzonder Linda) en verder zowel vragen als karweitjes. Maar wanneer hij zijn eerste kus en zelfs Porters toverij ontwijkt, moet Dr. Cassabi een team van experts bijeen roepen om de betovering ongedaan te maken. Gastrol: Marline Yan |            |                                                |              |                                  |               |
| 1 | 4          | Carl is een Chearleader (Cheer Me Up)          | Steve Wright | A.M. Reid Max Reid               | 18 april 2010 |
| Bij de chearleadertraning raakt er iemand gewond en Porter laat Carl invallen. |            |                                                |              |                                  |               |
| 1 | 5          | One Flu Over the Talent Show                   | Steve Wright | A.M. Reid Max Reid               | 25 april 2010 |
| De school kan het schoolkampioenschap volleybal niet meer betalen dus verzinnen ze een talentenjacht. |            |                                                |              |                                  |               |
| 1 | 6          | Hold the Dressing                              | Steve Wright | A.M. Reid Max Reid               | 2 mei 2010    |
| Carl gaat werken in een beroemde kledingwinkel, maar hij schaamt zich wel een beetje. |            |                                                |              |                                  |               |
| 1 | 7          | Spinner and the Saint                          | Steve Wright | Conor Casey Lyndon Casey         | 9 mei 2010    |
| Carl en Porter krijgen huisarrest voor het geven van een te goed feest. |            |                                                |              |                                  |               |
| 1 | 8          | Big Hairy Deal                                 | Steve Wright | Roger Fredericks                 | 16 mei 2010   |
| Carl wordt door een foutje van Porter een volwassen leraar! |            |                                                |              |                                  |               |
| 1 | 9          | Porter Jackson Can't Lose                      | Ron Murphy   | Ramona Barckert                  | 23 mei 2010   |
| Op school worden er schoolverkiezingen gehouden voor de president en vice-president van Bennett High. |            |                                                |              |                                  |               |
| 1 | 10         | School Spirit                                  | Ron Murphy   | A.M. Reid Max Reid               | 30 mei 2010   |
| De moeder van Carl komt helpen op school. |            |                                                |              |                                  |               |
| 1 | 11         | Do Over                                        | Ron Murphy   | A.M. Reid Max Reid               | 6 juni 2010   |
| Carl doet een geschiedenis presentatie maar opnieuw en opnieuw. |            |                                                |              |                                  |               |
| 1 | 12         | Almost Too Famous                              | Ron Murphy   | Ramona Barckert Roger Fredericks | 13 juni 2010  |
| Carl wordt de populairste jongen van de hele school. |            |                                                |              |                                  |               |
| 1 | 13         | Dramarama                                      | Ron Murphy   | A.M. Reid Max Reid               | 20 juni 2010  |
| Carl wil meespelen in het toneelstuk "De zure melkboer" maar hij wordt niet toegelaten. |            |                                                |              |                                  |               |